# Trope (fiction)
Pour les articles homonymes, voir Trope.

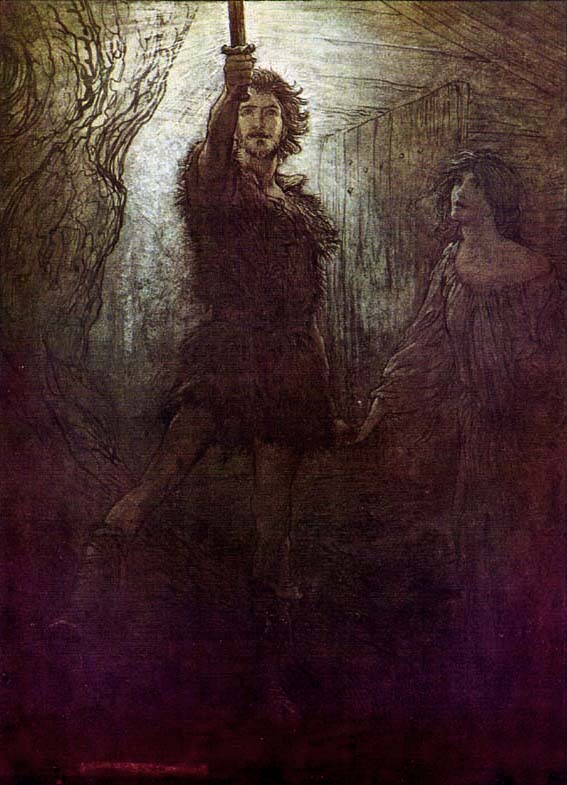
Dans cette illustration d'Arthur Rackham de La Walkyrie de Richard Wagner, Sigmund brandit l'épée magique Nothung. Les épées magiques sont un trope courant de la fantasy.

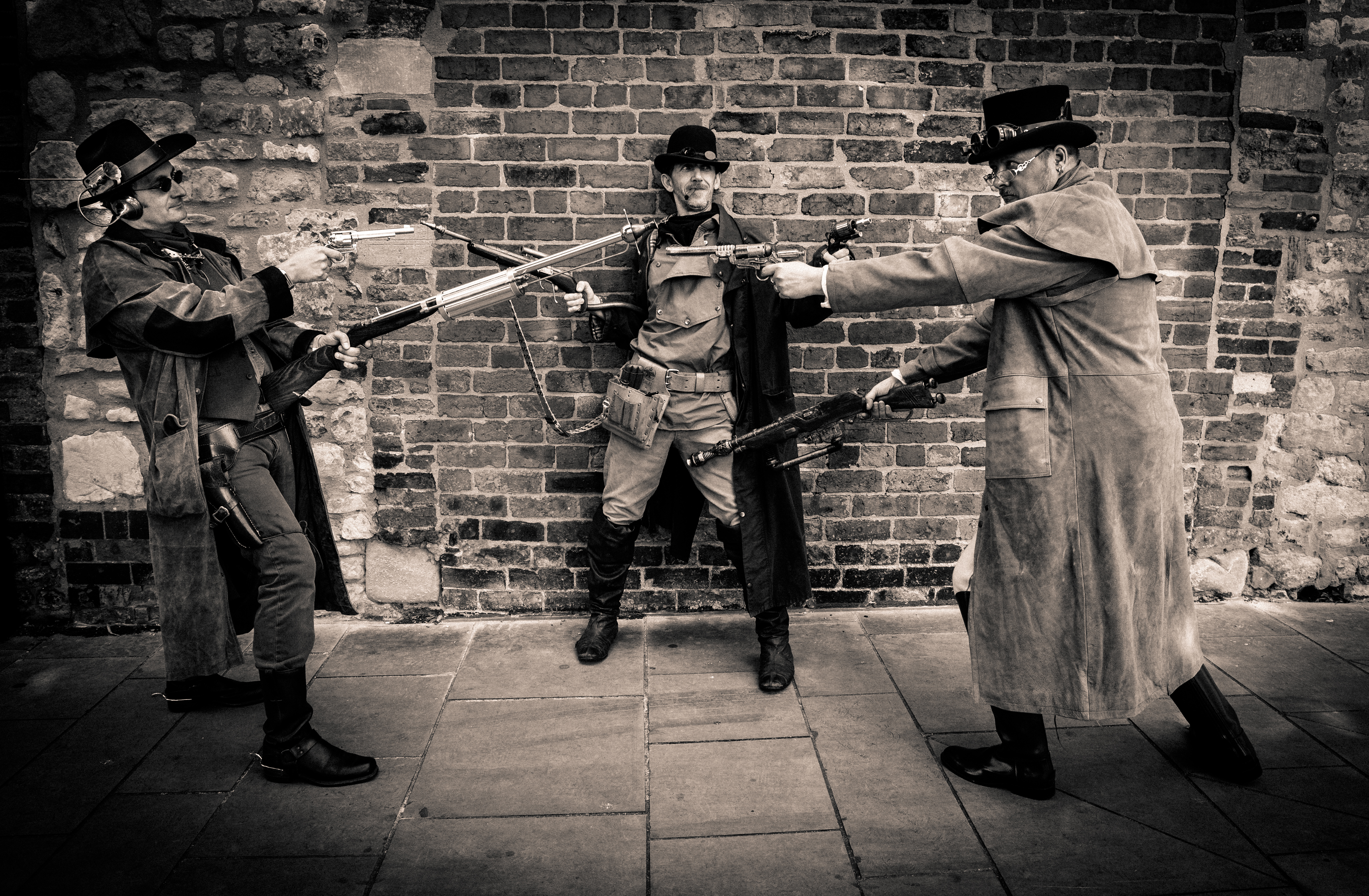
L'impasse mexicaine est un trope cinématographique courant.

Dans le domaine de la fiction, un trope (anglicisme,, issu du grec ancien τρόπο / trópos, signifiant « manière », « façon », « mode » ou « style ») désigne un élément narratif récurrent, facilement reconnaissable par le public, qui sert de base ou d'ingrédient commun à de nombreuses œuvres, quel que soit leur genre ou média (littérature, théâtre, cinéma, série télévisée, jeu vidéo, bande dessinée, etc.),,,,,,,. Les tropes contribuent à établir des connexions de sens et des échos culturels entre différentes histoires, facilitant ainsi la compréhension et l'engagement du public,,,.
Ce terme recouvre une large variété de composantes narratives, tels que des motifs, des thèmes récurrents, des situations types, des dynamiques relationnelles, des archétypes de personnages, des schémas, des procédés ou encore des conventions scénaristiques,,,,. Ces éléments, à la fois significatifs et partagés, permettent au public d’identifier rapidement les enjeux, les fonctions des personnages ou les tensions dramatiques en présence, favorisant l’immersion et la lecture intuitive d’un récit,,. Ils constituent également des repères culturels collectifs qui renforcent la cohérence et la portée symbolique des œuvres,,.
Souvent critiqués pour leur caractère répétitif, prévisible ou stéréotypé, les tropes ne doivent cependant pas être confondus avec les clichés. Alors que ces derniers désignent des formules éculées et appauvries par un usage excessif, les tropes, par nature, sont neutres : ils deviennent problématiques lorsqu’ils sont employés de manière mécanique, sans créativité ni remise en question,,,. Mal maîtrisés, ils risquent d'affaiblir la narration et de lasser, voire d'aliéner le public,,,. À l’inverse, judicieusement intégrés, les tropes s'avèrent être des outils narratifs puissants, permettant aux auteurs de structurer une intrigue, de développer des personnages de manière efficace ou de susciter un sentiment de familiarité propice à l’adhésion du public,,,,,,. Certains auteurs choisissent d'exploiter les tropes en les réinterprétant, en les détournant ou en les subvertissant ; cette approche favorise l'innovation à partir de formes connues, offre de nouvelles perspectives sur des concepts familiers, surprend le public en jouant avec ses attentes, et propose des récits originaux tout en dialoguant avec l'imaginaire collectif,,,,,,.
Ce glissement sémantique du terme « trope » — désignant à l'origine une figure de style ou de rhétorique qui détourne le sens habituel d'une pensée ou de mots pour produire un effet expressif ou persuasif,, — le rapproche étroitement du terme « topos », les deux notions tendant alors à se chevaucher,,,,,. Toutefois, elles proviennent de traditions différentes et présentent des nuances distinctes selon le contexte : les tropes sont largement employés dans l'analyse des médias contemporains et dans la création scénaristique, en mettant l'accent sur les modèles de narration,. Les topoï, quant à eux, relèvent davantage de la rhétorique classique, de la philosophie et de la critique littéraire, en mettant l'accent sur les « lieux communs » intellectuels ou culturels, servant d'idées traditionnelles ou attendues qui structurent le discours,,,,.

## Exemples de tropes majeurs

### Personnages types
- l'élu ou le messie : personnage ordinaire qui découvre qu'il est destiné à accomplir une mission exceptionnelle ou prophétique ;
- la Mary-Sue : personnage féminin idéalisé, dénué de défauts crédibles, souvent irréaliste dans ses capacités et interactions ;
- l'antihéros : protagoniste qui peut manquer de certaines qualités et attributs héroïques conventionnels ;
- le faux protagoniste : personnage initialement présenté comme le héros principal, mais dont le rôle central est renversé ou transféré à un autre ;
- le faux méchant : personnage délibérément montré comme suspect ou antagoniste pour détourner l'attention du véritable méchant ;
- le vieux sage : mentor âgé et expérimenté, souvent mystérieux, qui guide le héros et lui transmet savoir ou valeurs ;
- la Manic Pixie Dream Girl : personnage féminin fantasque, excentrique et insaisissable, souvent là pour aider un homme introverti ou dépressif à redécouvrir la vie, mais sans véritable arc narratif propre ;
- la demoiselle en détresse : jeune femme vulnérable, souvent belle, capturée ou en danger, que le héros doit secourir ;
- le leader autoritaire : chef charismatique mais inflexible, souvent confronté à la révolte de ses subalternes ou à la tentation du pouvoir absolu ;
- la femme fatale : personnage féminin séduisant, souvent mystérieux et dangereux, qui utilise la séduction pour manipuler ou détruire ;
- le traître : personnage apparemment loyal qui retourne sa veste, par vengeance, intérêt personnel ou manipulation ;
- le rival : antagoniste secondaire qui n'est pas fondamentalement mauvais, mais qui sert de défi ou d'opposant compétitif au héros ;
- le savant fou : scientifique brillant mais obsédé, dont les expériences ou inventions deviennent incontrôlables ou dangereuses ;
- le génie du mal : antagoniste extrêmement intelligent, dont les plans sont complexes, machiavéliques, et visent à dominer ou détruire ;
- le Seigneur des Ténèbres : incarnation d'un mal absolu, souvent surnaturel, qui manifeste l'intention de dominer, désacraliser ou détruire le monde.

### Relations entre personnages
- le mentor et l'élève : relation asymétrique fondée sur la transmission de savoir, d'expérience ou de pouvoir, qui évolue parfois vers la rupture ou la trahison ;
- le protecteur et l'innocent : dynamique où un personnage plus expérimenté prend soin d'un autre plus vulnérable, parfois contre sa volonté ;
- l'amitié indéfectible : lien fort et loyal entre deux personnages, souvent mis à l'épreuve par les événements, mais qui résiste à tout ;
- les amis qui deviennent amants : relation amicale évoluant progressivement vers une romance ;
- de la haine à l'amour : deux personnages qui se détestent ou se confrontent au départ, mais finissent par tomber amoureux ;
- le triangle amoureux : relation amoureuse impliquant trois personnages, souvent marquée par la jalousie et le conflit ;
- le mariage arrangé : union imposée par l'entourage des futurs mariés afin de conclure un contrat entre deux parties, souvent en conflit avec les désirs individuels ;
- l'amour interdit : relation empêchée par des contraintes sociales, familiales ou morales ;
- les anciens amants : personnages qui ont partagé une histoire d'amour dans le passé et dont la relation actuelle est marquée par la nostalgie, la tension ou les regrets ;
- la famille dysfonctionnelle : unité familiale marquée par des conflits, névroses ou déséquilibres, fréquemment traitée avec ironie ou drame ;
- la rivalité fraternelle : relation conflictuelle entre frères ou sœurs (ou équivalent symbolique), souvent nourrie par la jalousie, la compétition ou la préférence parentale ;
- les partenaires forcés : deux personnages obligés de coopérer malgré leur hostilité mutuelle ou leurs différences, souvent dans un contexte de mission ou de survie ;
- les ennemis jurés : deux personnages opposés par un conflit ancien ou profond, dont l'hostilité est centrale à l'intrigue ;
- le manipulateur et sa proie : relation déséquilibrée dans laquelle un personnage exerce un pouvoir psychologique sur l'autre, à son insu ;
- le dominant et le soumis : rapport de pouvoir inégal, qui peut osciller entre oppression, révolte, dépendance et ambiguïté morale.

### Situations ou scénarios
- le flashback structurant : des scènes du passé sont insérées dans le récit principal pour dévoiler progressivement des éléments déterminants (trauma, secret, origine) ;
- le MacGuffin : objet ou élément sans importance intrinsèque mais qui motive l'action ou la quête des personnages ;
- le pacte avec le Diable ou pacte faustien : accord dans lequel un personnage sacrifie son âme, sa morale ou son humanité en échange d'un pouvoir ou d'un avantage ;
- la prophétie : annonce énigmatique d'un événement futur, guidant ou piégeant les personnages ;
- le compte à rebours : délai imposé avant une catastrophe, un combat ou un événement inévitable, qui ajoute une tension dramatique et structure le récit autour de l'urgence ;
- l'accusation infondée : personnage injustement accusé d'un crime ou d'une faute et devant prouver son innocence, souvent seul contre tous ;
- l'amnésie : perte de mémoire partielle ou totale, souvent utilisée pour créer du mystère ou explorer l'identité ;
- le lavage de cerveau : manipulation mentale ou conditionnement, poussant un personnage à agir contre sa volonté ou ses convictions ;
- l'usurpation d'identité : adoption d'une fausse identité pour manipuler, infiltrer ou survivre ;
- le quiproquo amoureux : malentendu ou confusion d'identité provoquant une crise temporaire dans une relation amoureuse ;
- la pente savonneuse : glissement progressif vers le mal ou la corruption, à partir d'un acte apparemment anodin ;
- le sacrifice pour le bien commun : personnage renonçant à ses intérêts personnels, voire à sa vie, pour sauver les autres ou préserver un idéal ;
- le deus ex machina : résolution soudaine et improbable d'un conflit, souvent par une intervention extérieure ou surnaturelle ;
- le happy end : conclusion optimiste où les conflits sont résolus et les personnages trouvent paix ou bonheur ;
- la fin douce-amère : dénouement à la fois positif et mélancolique, où la victoire a un prix ou une perte irréversible.

### Thèmes
- la lutte du bien contre le mal : histoire manichéenne dans laquelle les forces du bien doivent prévaloir et les forces du mal doivent être vaincues ;
- la guerre et ses conséquences : effets dévastateurs du conflit armé sur les individus et les sociétés ;
- la survie : mise à l'épreuve physique et psychologique de personnages confrontés à des conditions extrêmes (catastrophes, isolement, menace permanente), où l'instinct de conservation est au cœur du conflit narratif ;
- le voyage initiatique : périple physique, psychologique ou symbolique au cours duquel un personnage, confronté à des épreuves et de nouvelles expériences, grandit, évolue ou se transforme profondément, lui permettant souvent de passer à l'âge adulte ;
- le destin contre le libre arbitre : tension entre prédétermination et autonomie des choix personnels ;
- l'amour : explore les liens affectifs (qu'ils soient romantiques, filiaux, platoniques ou tragiques) entre les individus, leurs obstacles (interdits, séparations, différences), leurs intensités (passion, tendresse, obsession) et leurs conséquences émotionnelles, souvent profondes ou dramatiques ;
- la folie ou l'aliénation : perte de repères, souvent liée à un traumatisme, à la marginalisation ou à un délire intérieur ;
- la liberté et l'oppression : lutte pour s'affranchir d'un système, d'un tyran ou de chaînes sociales ou psychologiques ;
- la justice et l'injustice : explore les notions d'équité, de vengeance, de loi face à l'arbitraire, l'abus de pouvoir ou le déséquilibre social ou moral ; souvent à travers des personnages engagés dans la protection et cherchant à rétablir un équilibre moral ou légal dans un monde perçu comme dangereux, corrompu ou injuste, au prix parfois d'affrontements ;
- la vérité et le mensonge : enquête pour rechercher la vérité, exploration de la dissimulation, de la manipulation, et des conséquences de la révélation ou du secret ;
- le pouvoir et la corruption : transformation morale causée par l'ambition, la soif de pouvoir ou la domination ;
- l'exploration : découverte ou conquête d'un territoire inconnu — géographique, scientifique, psychologique ou spirituel — où les personnages repoussent les limites du connu et affrontent l'étrangeté, souvent à leurs risques et périls ;
- la technologie et la déshumanisation : impact des machines, de l'intelligence artificielle ou du progrès sur l'identité humaine et l'éthique ;
- le voyage dans le temps : déplacement dans le passé ou le futur, avec ses paradoxes et ses effets narratifs ;
- le surnaturel : intrusion d'éléments inexplicables ou paranormaux dans un monde ordinaire ou réaliste, remettant en question les lois de la nature ou de la raison.

### Éléments de décor ou d'ambiance
- le huis clos : cadre confiné ou isolé où les personnages sont contraints de coexister, favorisant les tensions dramatiques et psychologiques ;
- la ville dystopique : société future ou alternative marquée par l'oppression, la surveillance, la pauvreté et la déshumanisation, souvent utilisée pour critiquer les dérives politiques ou technologiques ;
- la petite ville tranquille : décor apparemment banal et paisible, qui cache souvent des secrets, des tensions ou des forces surnaturelles ;
- la ruelle sombre : lieu de danger et d'embuscade, typique du thriller urbain ou du film noir ;
- l'auberge, le bar ou la taverne : lieu de passage, de rencontre entre marginaux, aventuriers ou conspirateurs, souvent utilisé pour introduire des personnages secondaires et point de départ de nombreuses quêtes ;
- le carnaval ou la fête masquée : décor de l'inversion des rôles, du chaos temporaire ou du déguisement des vérités ;
- le laboratoire secret : lieu caché dédié à des expériences interdites ou non éthiques, associé au savant fou ou à des révélations scientifiques ;
- le repaire du méchant : quartier général grandiose, exagéré ou symbolique, reflétant le pouvoir, l'ego ou les ambitions du méchant ;
- l'école magique ou spécialisée : établissement d'apprentissage unique, souvent surnaturel, où les protagonistes découvrent leurs pouvoirs ou leur identité ;
- le labyrinthe : structure complexe où le héros doit trouver une sortie, symbolisant la confusion mentale, le dilemme ou le parcours initiatique ;
- la forêt enchantée : espace liminal et mystérieux où la magie opère, à la fois refuge, piège et espace de transformation symbolique ;
- le manoir hanté : bâtiment ancien peuplé de fantômes ou de souvenirs traumatiques, servant souvent à explorer la peur, le passé ou la culpabilité ;
- la crypte ou le tombeau : espace souterrain lié à la mort, au sacré, ou au réveil d'anciennes forces ;
- le monde post-apocalyptique : décor désolé et ravagé par une guerre ou une catastrophe, symbolisant la ruine de la civilisation ;
- le monde ou la dimension parallèle : univers alternatif, étrange ou inversé, qui reflète, contredit ou amplifie la réalité du personnage principal.